# Neodiaptomus physalipus
Neodiaptomus physalipus là một loài động vật chân đốt nước ngọt tronng họ Diaptomidae. Chúng được tìm thấy ở Ấn Độ.
Loài này đang có nguy cơ tuyệt chủng cao.